# Coen Janssen
Coen Janssen (Oss, Países Bajos; 2 de abril de 1981) es un músico neerlandés, más conocido por ser el teclista de la banda de metal sinfónico Epica.

## Carrera musical
Lleva toda su vida dedicado a tocar el piano: comenzó con 8 años, y a los 16 terminó sus estudios en el conservatorio, y se convirtió en doctorando del conservatorio. Tras terminar la secundaria, se dedicó a tiempo completo a impartir clases de piano clásico, pero tras 2 años, decidió migrar al departamento de música pop del conservatorio de Róterdam, donde continúa como pedagogo. Ha tocado en diversas bandas, pero no solo los teclados, sino también la guitarra, la batería o el bajo.

## Equipo
- Roland XV 88
- Roland XP-30
- Korg trinity plus
- Technics SXP50 stage piano
- Akai Z4 sampler
- Roland Fantom G8

## Participación en otros proyectos
-Mozart, Requiem & Davide Penitente (CD, 2001, Symfonieorkest en koor Brabants Conservatorium)
-Surreal (CD, 2007, Xystus): Piano en "Holding on to Better Days"